# Мамедов, Фарид Асиф оглы
Фарид Асиф оглы Мамедов (азерб. Fərid Asif oğlu Məmmədov; род. 30 августа 1991 года в Баку, Азербайджан) — азербайджанский певец, который представлял Азербайджан на конкурсе песни «Евровидение 2013» с песней «Hold Me» и занял 2 место, набрав 234 балла. Неотъемлемым в победе Фарида является его талант и талант знаменитого греческого режиссёра-постановщика Фокаса Евангелиноса. У Фокаса Евангелиноса, как режиссёра-постановщика на «Евровидении», внушительный и успешный опыт. Среди его заслуг — победа, пока единственная, представителя Греции в 2005 году Елены Папаризу, а также незабываемые выступления Ани Лорак, Димы Билана и Сакиса Руваса на сценах песенного конкурса «Евровидение». Интерес к композиции, которая заявлена на конкурс «Евровидение — 2013» от Азербайджана, предоставила Евангелиносу возможность возобновить творческий союз с композитором Hold Me — Димитрисом Контопулосом. По словам самого Фокаса, он давно не встречал таких одаренных артистов, как Фарид, которые так самоотверженно готовились к своему выступлению на европейском конкурсе песен..

## Биография

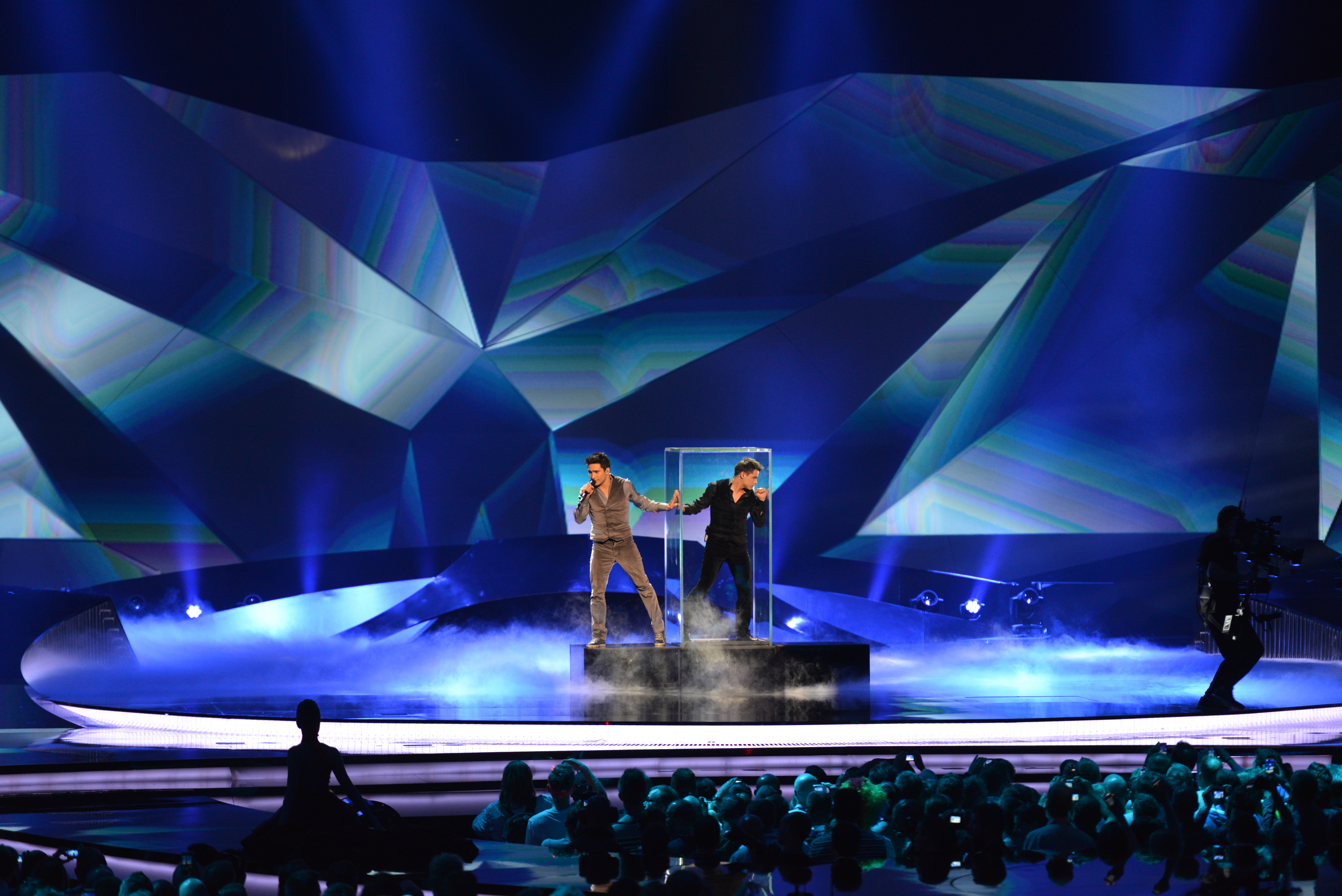
Выступление Фарида Мамедова в полуфинале Евровидения 2013

Фарид был выбран в двухэтапном национальном отборе «Евровидение 2013», исполнив романтичную песню «Hold Me». Выступление Фарида было высоко оценено как телезрителями, так и жюри национального финала, и он получил право представить Азербайджан на «Евровидение 2013». Его конкурсная песня «Hold Me» была написана Димитрисом Контопулосом — автором евровизионных песен Ани Лорак, Сакиса Руваса, Анастасии Стоцкой, а также более чем 25 топ-хитов национальных чартов Греции.
На творчество Фарида Мамедова повлияла азербайджанская национальная музыка, а также стили соул, джаз, поп. Он вырос на мугаме — уникальной форме азербайджанского фольклора и сложнейшем вокальном искусстве. В возрасте 8 лет Фарид увлекся музыкой в стиле соул и джаз. Огромное влияние на Фарида как исполнителя оказал легендарный Стиви Уандер. На своем первом концерте Фарид исполнил именно один из главных хитов Уандера — балладу «I Just Called to Say I Love You». Сочетание вокального искусства мугам и страсть к музыке соул определили вокальную манеру и стиль исполнения Фарида. Будучи вокалистом, он также является и композитором. Во время полуфинала национального отбора он исполнил песню собственного сочинения «Gel Yanima» («Come to Me»).
Кроме музыки, Фарид Мамедов увлекается и спортом. Он серьёзно занимается греко-римской борьбой, которая является национальным видом спорта в Азербайджане, а также бразильским боевым искусством капоэйра. (Он даже преподавал эту спортивную дисциплину.) При этом мать Фарида — Майя Мамедова (Акберова) — серебряный призёр чемпионата ВС СССР по спортивной акробатике гимнастике, а отец — Асиф Мамедов — мастер спорта по дзюдо. Кроме того, родители Фарида любят музыку: мама играет на фортепиано, а отец играл в рок-группе. В 2016 году женился.
Фарид Мамедов имеет опыт работы в популярных азербайджанских музыкальных ансамблях «Восточные звезды» (азерб. Şərq ulduzları) и «Соловьи» (азерб. Bülbüllər). Фарид сотрудничал с такими известными азербайджанскими музыкальными наставниками, как Вагиф Герайзаде и Айбениз Хашимова.
Фарид всегда мечтал представлять Азербайджан на песенном конкурсе «Евровидение», но, несмотря на это, до 2013 года не участвовал в национальных отборах. В 2013 году он принял участие в национальном отборе и победил в полуфинале, по результатам голосования телезрителей и в финале отбора, по голосам жюри.
Осенью 2012 года, как и многие другие финалисты азербайджанского национального отбора, Фарид принял участие в кастинге нового масштабного международного музыкального талант-шоу «Большая сцена» (Böyük Səhnə). Во время шоу Фарид познакомился с Димитрисом Контопулосом — автором песни «Hold Me». Способности Фарида впечатлили Димитриса, и он написал «Hold Me» специально для молодого азербайджанского певца. По словам композитора, «это было просто идеальное сочетание песни и исполнителя». Впервые Фарид исполнил «Hold Me» во время финала шоу «Большая сцена» 9 марта 2013 года.

## Песни
| Год  | Название                        |
| ---- | ------------------------------- |
| 2012 | «Gəl yanıma» (Иди ко мне)       |
| 2013 | «İnan» (Верь)                   |
| 2013 | «Hold Me» (Держи меня)          |
| 2013 | «К тебе»                        |
| 2014 | «Hər An Yanimda» (Всегда рядом) |
| 2014 | «Я буду помнить»                |